# Dance Hall Days
Dance Hall Days és una cancó del grup anglès Wang Chung publicada a l'octubre de 1982. El senzill va assolir el número 21 dels UK Singles Charts del Regne Unit, el número 16 al Billboard Hot 100 dels Estats Units. i el número 1 al Dance Club Song de la llista Billboard. La cançó és va incloure en l'àlbum Points On A Curve de 1984.

## Història
En una entrevista publicada al blog Kickin’ old school Jack Hues, líder i compositor del grup, va declarar que va escriure la cançó durant una època en què donava classes de guitarra a nois de secundaria. Un dia un d’ells no es va presentar i va aprofitar el temps lliure de la classe per a compondre la cançó. El seu company de grup Nick Feldman, quan la va escoltar va avisar d’immediat al manager del grup exclamant; “Jack ha escrit un hit”.

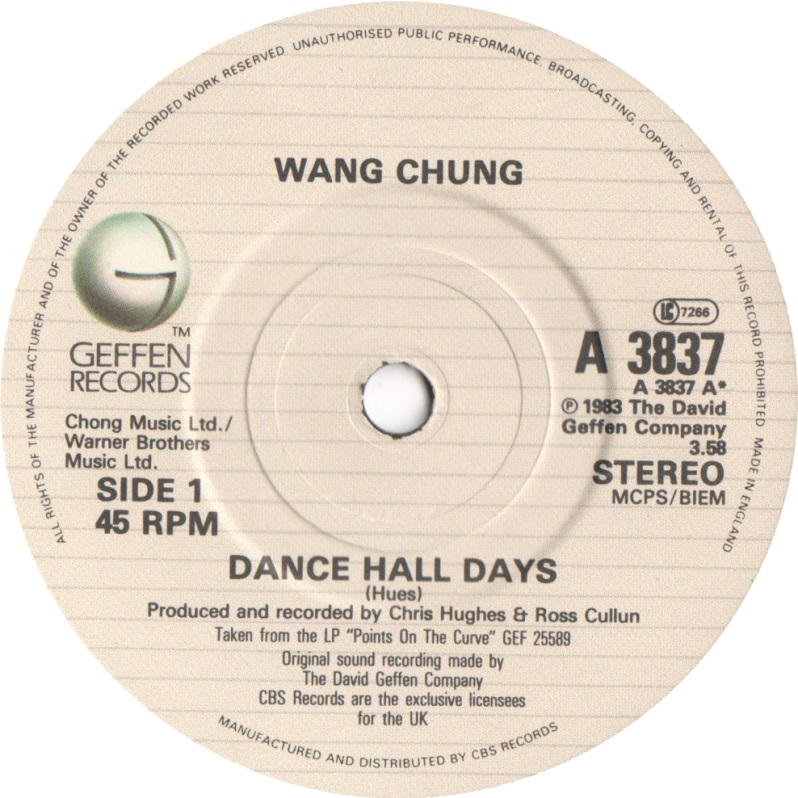
Dance Hall Days by Wang Chung UK single vinyl

A través del editors una còpia de la cançó va arribar a Quincy Jones i Michael Jackson, a qui els hi va agradar i van valorar incloure-la a l'àlbum Thriller, però després d'uns canvis en la lletra finalment es va descartar, i va suposar l'èxit més gran en la carrera del grup.
Quan la cançó s'enfilava a les llistes, Wang Chung estava de gira per Amèrica com a teloners de The Cars, que donaven suport al seu àlbum Heartbeat City.

## Crítiques musicals
Al portal web AllMusic, Stewart Mason valora "el seu swing elegant i sense esforç destacat per la suau nostàlgia dels instruments de vent a l'estil de Glenn Miller", tot i que defineix la lletra com a "tonta".